# Seven Gao
Seven Gao, cuyo nombre en chino es Gao Yayuan (高 娅 媛), es una cantante china nacida en Shanghái en 1982. Ella surgió de un concurso de talentos llamado "My Show", que era emitido por la red televisiva de Dongfang TV en 2006. Se destacó por su belleza, su apariencia y su prestigiosa voz especial, en la que obtuvo una mejor calificación durante su competencia en dicho concurso de talentos. Ha llegado a popularizarse su fama sobre todo en la parte continental de China, especialmente entre las nuevas generaciones juveniles. Sus fanes también la conocen como Niangao.

## Premios
- 2006: Rank establece en el programa de talentos "Mi Show"
- 2006: El Primer Festival Entertainment Network-El premio de la música chispa para estudiantes de primer año.
- 2007: La primera caridad Entretenimiento Partido Nuevo-El premio de primer año más compasivo.
- 2007: La noche de Luo Lai-La primera lista de Top Fashion Presentación Ceremonia anual-La lista de los diez mejores de la moda premio ídolos.
- 2009: La Lista 16a Top of East-El premio a la mejor estudiante de primer año.[2]

## Discografía
Break-up Diary
(Launched on 11.11.2008 by Universal Music)